# 18 de Diciembre
18 de Diciembre är en ort i Mexiko.   Den ligger i kommunen Angostura och delstaten Sinaloa, i den västra delen av landet, 1 100 km nordväst om huvudstaden Mexico City. 18 de Diciembre ligger 22 meter över havet och antalet invånare är 380.
Terrängen runt 18 de Diciembre är platt. Runt 18 de Diciembre är det ganska tätbefolkat, med 54 invånare per kvadratkilometer. Närmaste större samhälle är Guamúchil, 19,7 km norr om 18 de Diciembre. Trakten runt 18 de Diciembre består till största delen av jordbruksmark.